# Pampigny
Pampigny est une ancienne commune suisse et une localité de la commune de Hautemorges, dans le canton de Vaud, située dans le district de Morges.

## Géographie
| Mauraz     | L'Isle   | Chavannes-le-Veyron |
| Montricher | Pampigny | Grancy              |
| Mollens    | Apples   | Cottens Sévery      |

## Hydrographie
Pampigny est traversée par le Combagnou.

## Histoire
En 2018, Pampigny et cinq autres communes de la région ont voté favorablement à une fusion de communes afin de créer la future commune de Hautemorges. Elle est entrée en vigueur le 1er juillet 2021.

## Monuments
Le château de Pampigny se situe au pied de la butte dominant le village. Un château antérieur aurait, avant d'être remplacé par l'église actuelle, occupé le sommet de cette butte. Il est, tout comme l'église et la cure voisine, inscrit comme bien culturel suisse d'importance régionale.